# László Szabó (šahist)
László Szabo (IPA: [ˈlaːsloː ˈsɒboː]), madžarski šahist, * 19. marec 1917, Budimpešta, † 8. avgust 1998, Budimpešta.

## Življenje
László se je naučil igrati šah leta 1931 in hitro napredoval. Leta 1935 je zmagal na državnem turnirju v Tatatóváros in bil vpoklican v državno reprezentanco. V Varšavi je prvič nastopal na šahovski Olimpijadi. Medtem, ko se je izšolal za bančnega uslužbenca, je 1937 zmagal madžarsko prvenstvo, 1938/1939 na tradicionalnem turnirju v Hastings pred Max Euwe in leta 1939 na turnirju v svojem rojstnem mestu z 11 točkami od 11 iger. Kmalu zatem je izbruhnila Druga svetovna vojna in Szabo je zaradi svojega Židovskega moral opravljati prisilna dela. Januarja 1943 je padel v rusko ujetništvo.
Po vojni je postal profesionalni šahist in je spadal med najmočnejše neruske šahovske mojstre na svetu. Na podlagi svojih mednarodnih uspehov je leta 1950  od FIDE prejel naziv velemojster.